# 穆宗河畔锡尔库尔
穆宗河畔锡尔库尔（法語：Circourt-sur-Mouzon，法語發音：[siʁkuʁ syʁ muzɔ̃] ⓘ）是法国大東部大區孚日省的一个市镇，属于讷沙托区。

## 地理
穆宗河畔锡尔库尔（48°17'49"N, 5°42'32"E）面积10.3 平方千米，位于法国大東部大區孚日省，该省份为法国东北部内陆省份，北起默兹省和默尔特-摩泽尔省，西接上马恩省，南至上索恩省和贝尔福地区省，东临上莱茵省和下莱茵省。
与穆宗河畔锡尔库尔接壤的市镇（或旧市镇、城区）包括：然维洛特、朗达维尔、蓬皮埃尔、勒伯维尔、蒂约、默兹河畔巴祖瓦耶、塞尔蒂约、讷沙托。

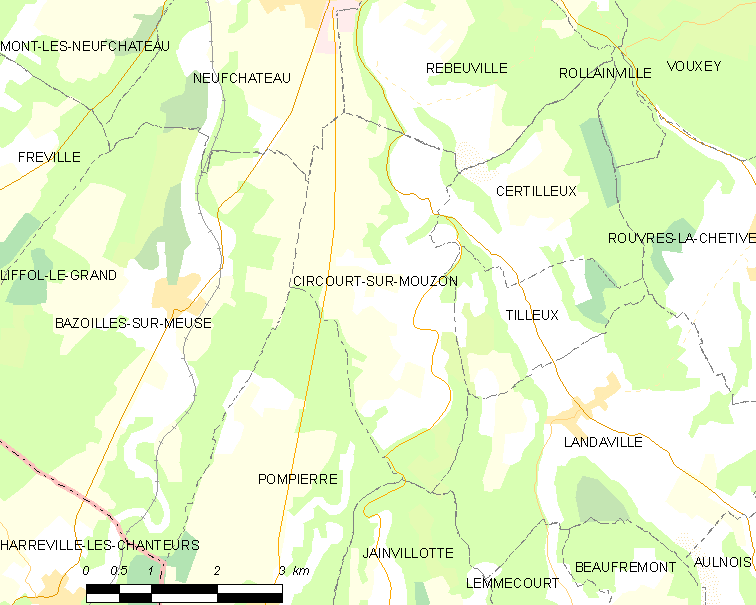
穆宗河畔锡尔库尔的OSM定位图

穆宗河畔锡尔库尔的时区为UTC+01:00、UTC+02:00（夏令时）。

## 行政
穆宗河畔锡尔库尔的邮政编码为88300，INSEE市镇编码为88104。

## 政治
穆宗河畔锡尔库尔所属的省级选区为讷沙托县。

## 人口

1962-2008年间穆宗河畔锡尔库尔人口变化图示

穆宗河畔锡尔库尔于2022年1月1日时的人口数量为184人。